# Stephanie Devaux-Lovell
Stephanie Devaux-Lovell (née le 8 septembre 1995 à Castries (Sainte-Lucie)) est une skippeuse saint-lucienne.

## Carrière
Elle commence la voile à huit ans avec son frère au St. Lucia Yacht Club. Après avoir participé à l'Optimist North Americans à Kingston, en Ontario, en 2010, elle reçoit une invitation pour les Jeux olympiques de la jeunesse d'été de 2010 à Singapour, où elle finit 23e sur 32 participantes. Elle se concentre alors sur les Jeux olympiques avec un Laser 4.7. Elle obtient une deuxième place au classement général et la première place féminine dans une flotte de 72 participants aux Championnats nationaux et Open Laser du Royaume-Uni en 2011.
En 2014, en Laser Radial, elle se qualifie pour la Gold Fleet aux Championnats du monde de la jeunesse ISAF et termine quatrième aux Jeux d'Amérique centrale et des Caraïbes de 2014. Elle participe à la Coupe du monde de voile à Miami, à la Semaine olympique Garda Trentino en Italie, à la régate Delta Lloyd aux Pays-Bas et aux Jeux panaméricains au Canada. Elle prend part aux Jeux panaméricains de 2015 où elle finit 11e sur 16 participantes.
Stephanie Devaux-Lovell participe aux Jeux olympiques d'été de 2016 à Rio de Janeiro, dans l'épreuve de Voile - Laser Radial femmes grâce à une invitation de la Commission tripartite. Pour sa préparation, elle participe à la Semaine Nautique de Schoelcher en 2015 où elle remporte l'épreuve dans sa catégorie. Elle finit 29e de l'épreuve sur les 37 participantes.
Elle participe aux Jeux panaméricains de 2019 où elle finit 11e sur 18 participantes.
Elle reçoit de nouveau une invitation de la Commission tripartite pour les Jeux olympiques d'été de 2020 à Tokyo, dans les mêmes épreuves. Elle finit 28e de l'épreuve sur les 44 participantes,.
En 2024, elle participe de nouveau Semaine Nautique de Schoelcher où elle remporte l'épreuve dans la catégorie Laser.
Elle suit une formation pour devenir physiothérapeute et exerce ce métier au Royaume-Uni.